# Rodrigo Valdéz
Rodrigo Valdéz (Cartagena de Indias, 22 dicembre 1946 – Cartagena de Indias, 14 marzo 2017) è stato un pugile colombiano, due volte campione del mondo dei pesi medi. La sua rivalità col pugile Carlos Monzón è stata a lungo considerata tra gli antagonismi sportivi entrati nella leggenda.

## Carriera
Rodrigo Valdéz era allenato dal famoso trainer Gyl Clancy. Nel suo primo match sconfisse il pugile Orlando Pineda in quattro round, il 25 ottobre 1963, a Cartagena, nel suo paese di origine. Vinse i successivi otto incontri, una sequenza positiva che si interruppe il 2 ottobre, 1965, quando venne messo al tappeto per KO in sei round da Rudy Escobar.
Dopo la sconfitta, ebbe un'altra sequenza di quindici match senza sconfitte, di cui 13 conclusi con una vittoria e due pari. Il 16 febbraio 1969 combatté il primo match all'estero, in Ecuador, dove perse dopo dieci duri round contro Daniel Guanin. Dopo un altro incontro a Cartagena, si trasferì negli Stati Uniti per intraprendere la ricca carriera da professionista. Nel 1969 e 1970 intraprese un tour promozionale toccando New York, Nevada e California, in cui vinse sette incontri perdendone solo due. In seguito tornò in patria, per vincere altri quattro incontri.
L'incontro seguente si tenne il 9 agosto 1971, al Madison Square Garden di New York, in cui si scontrò con Bobby Cassidy. Valdéz colpì l'avversario con un pugno all'arcata sopraccigliare, causandogli una profonda ferita sanguinante. Il medico dello scontro al sesto round impedì a Cassidy di ritornare sul ring.
Cassidy era affetto da epatite. Valdéz nel sanguinolento incontro contrasse la malattia. Gli venne imposta una quarantena, ma Valdéz si rifiutò di interrompere la professione e durante la pausa forzata continuò ad allenarsi. Dopo la diagnosi della malattia combatté altre due volte in tre mesi, vincendo in entrambi i casi.
Valdéz poteva contare su diciannove vittorie consecutive quando il 1º settembre 1973 a Numea (Nuova Caledonia) si incontrò con Bennie Briscoe, leggendario pugile di Philadelphia per il titolo dei pesi medi della federazione di boxe nordamericana. Mandò a terra Briscoe in dodici round, vincendo il campionato regionale ed entrando nel mondo dei grandi nomi del pugilato internazionale. Dopo questa vittoria, Valdéz sfidò l'argentino Monzón per il titolo mondiale dei pesi medi.
Dopo altre due vittorie, la WBC lo nominò contendente numero uno per il titolo mondiale dei medi in possesso di Carlos Monzón. L'argentino tuttavia rifiutò di scontrarsi con Valdéz e la WBC gli tolse il titolo. Monzón mantenne quindi soltanto il titolo WBA.
Valdéz, per l'assegnazione del titolo mondiale vacante dovette affrontare di nuovo Bennie Briscoe, il 25 maggio 1974 a Montecarlo. Al colombiano bastarono sette round per mettere KO il suo avversario e conquistare la cintura di campione del mondo per la prima volta. Nel 1996, la rivista Ring Magazine ha incluso questo match al 90º posto nella lista dei 100 più grandi combattimenti di tutti i tempi.
Difese il titolo contro Rudy Valdéz, Gratien Tonna e Nessim Max Cohen, finché finalmente Monzón accettò di scontrarsi con lui per la riunificazione del titolo. Una settimana prima dell'incontro, il 19 giugno 1976, il fratello di Valdéz fu ucciso in una rissa da bar in Colombia. Il colombiano chiese un rinvio per raggiungere la famiglia ma, vincolato da un contratto molto stringente, fu costretto a rimanere in Europa e combattere. Salì sul ring svogliato e distratto e fu sconfitto dall'argentino con un margine tra i due e i quattro punti.

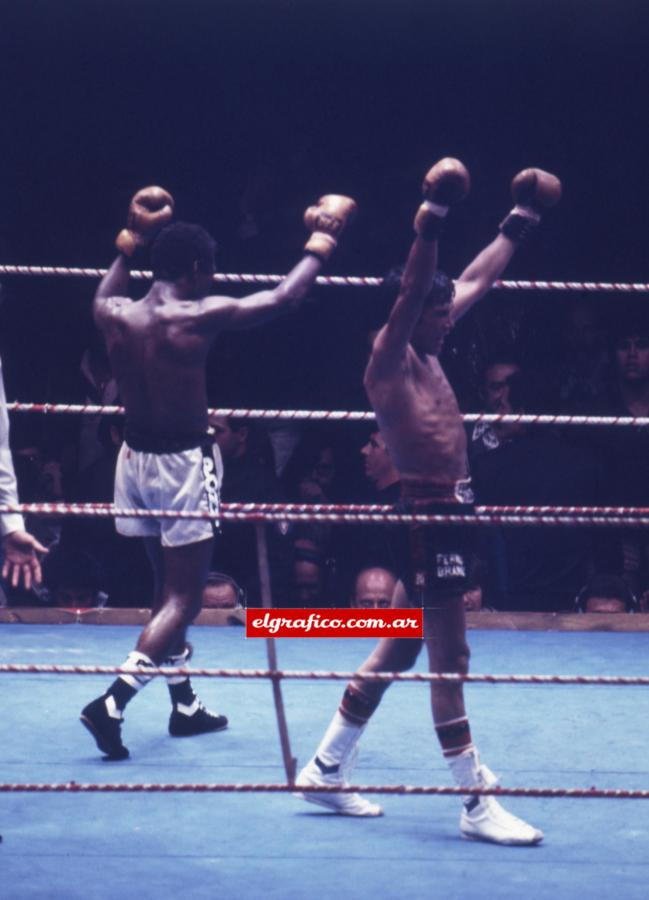
Montecarlo, 30 luglio 1977. Alla fine del combattutissimo secondo incontro tra Monzón e Valdéz entrambi i pugili alzano le braccia ritenendo di aver vinto.

Tuttavia il WBA e il WBC, riconoscendo che Valdéz non fosse in condizione di combattere al meglio, ordinò di ripetere l'incontro.
Il match di rivincita fu allestito il 30 luglio 1977, sempre a Montecarlo. Valdéz si mostrò subito in partita mandando al tappeto Monzón alla seconda ripresa, anche se per soli due secondi scarsi. Lo scontro continuò e dopo sette round la vittoria di Valdéz sembrava assicurata. Monzón però si riprese, rimontò rapidamente e alla fine vinse di stretta misura, con un margine di due-tre punti. Valdéz era stato il secondo uomo al mondo a mettere KD l'argentino, in tutta la sua carriera. Anche questo match è presente, al 63º posto, nella lista dei 100 più grandi combattimenti di tutti i tempi della rivista Ring Magazine .
Poco dopo Monzón annunciò il suo ritiro dal pugilato, rendendo i titoli vacanti. Entrambe le federazioni pugilistiche decisero allora di organizzare un match per l'attribuzione della cintura mondiale tra Valdéz e Bennie Briscoe. Sul ring di Campione d'Italia, il 5 novembre 1977, Valdéz riconquistò il titolo dei pesi medi battendo il suo avversario in quindici riprese, per verdetto unanime con un margine compreso tra i due e i sette punti.
Per la difesa del titolo, fu designato a combattere l'argentino Hugo Corro. L'incontro si tenne il 22 aprile 1978 al Teatro Ariston di Sanremo. Contrariamente ai pronostici, Corro fece sua la cintura mondiale, battendo il colombiano con verdetto di stretta misura ma unanime.
L'11 novembre dello stesso anno il nuovo Campione del Mondo concesse la rivincita a Valdéz sul ring amico del Luna Park di Buenos Aires. Il colombiano fu nuovamente sconfitto ai punti con un margine molto più netto.
Valdéz combatté altri due soli incontri, vincendoli entrambi per KO. Dopo aver steso a tappeto al primo round Gilberto Amonte, il 28 novembre 1980 si ritirò dal pugilato.
Valdéz è considerato, insieme ad Antonio Cervantes e a Miguel Lora, uno dei tre più grandi pugili della Colombia. La rivista Ring Magazine lo ha classificato al 29º posto in un proprio elenco dei primi 100 picchiatori di ogni epoca. Nel 2001 e nel 2004 la medesima rivista lo ha collocato rispettivamente al 17º e al 16º posto in una propria classifica dei migliori pesi medi della storia del pugilato.